# Leader Price
Leader Price is een Franse internationale supermarktketen in het discountsegment en merk van verschillende producten. De eerste supermarkt werd in 1988 in Parijs geopend, daarna kwamen er meer filialen in Frankrijk. In 1997 werd het bedrijf overgenomen door Groupe Casino. In 2010 waren er alleen al in Frankrijk meer dan 500 vestigingen. In maart 2020 werd bekend dat Aldi het grootste deel van de Franse Leader Price-filialen overneemt van Groupe Casino. Het merk Leader Price en de  franchisewinkels in Frankrijk blijven eigendom van Groupe Casino. Anno 2023 zijn er nog 60 franchisewinkels in Frankrijk.

## Leader Prices per land
| Land                | Opening          | Sluiting         | Aantal winkels   |
| Huidige locaties    | Huidige locaties | Huidige locaties | Huidige locaties |
| ------------------- | ---------------- | ---------------- | ---------------- |
| Frankrijk           | 1988             |                  | 60               |
| Martinique          | 1994/2009        |                  | 8                |
| Guadeloupe          | 1995             |                  | 14               |
| Zwitserland         | 2012             | 2020             | 8                |
| Guyana              | 1996             |                  | 5                |
| Réunion             | 2014             |                  | 19               |
| Nieuw-Caledonië     | (onbekend)       |                  | 8                |
| België              | 2002             |                  | 6                |
| Ivoorkust           | 2006             |                  | 2                |
| Kameroen            | 2011             |                  | 1                |
| Guinee              | 2011             |                  | 1                |
| Togo                | 2011             |                  | 1                |
| Vanuatu             | 2011             |                  | 1                |
| Marokko             | 2016             |                  | 3                |
| Voormalige locaties |                  |                  |                  |
| Polen               | 2000             | 2007             | 0                |
| Argentinië          | 2001             | 2010             | 0                |
| Letland             | 2005             | 2007             | 0                |
| Litouwen            | 2005             | 2007             | 0                |